# Juan Carlos Alcalá
Juan Carlos Alcalá (Mexikóváros, 1973. január 24. –) mexikói író.

## Élete
Juan Carlos Alcalá 1973. január 24-én született Mexikóvárosban. 2007-ben adaptálta a Pokolba a szépfiúkkal! történetét. 2008-ban az Un gancho al corazón és 2010-ben a Llena de amor című sorozatok történetét adaptálta. 2012-ben a Bűnös vágyak című telenovella történetét adaptálta.

## Munkái

### Adaptációk
- Que te perdone Dios (2015) Eredeti történet: Caridad Bravo Adams
- Szerelem zálogba (Lo que la vida me robó) (2013) Eredeti történet: Caridad Bravo Adams és María Zarattini
- Bűnös vágyak (Abismo de pasión) (2012) Eredeti történet: Caridad Bravo Adams, María del Carmen Peña és José Antonio Olvera
- Llena de amor (2010) Eredeti történet: Carolína Espada és Rossana Negrín
- Un gancho al corazón (2008) Eredeti történet: Adrián Suar és Ernesto Korovsky
- Pokolba a szépfiúkkal! (Al diablo con los guapos) (Al diablo con los guapos) (2007) Eredeti történet: Enrique Torres
- Yo amo a Juan Querendón (második rész) (2007) Eredeti történet: Felipe Salmanca és Dago García
- Apuesta por un amor (2004) Eredeti történet: Bernardo Romero Pereiro
- Romántica obsesión (1999) Eredeti történet: Aleida Amaya